# Giuliano Pontara
Giuliano Pontara (Cles, 7 settembre 1932) è un filosofo italiano.
È filosofo della politica e uno dei massimi studiosi della nonviolenza a livello internazionale.
In seguito a forti dubbi sulla eticità del servizio militare, alla fine del 1952 lascia l'Italia per la Svezia dove poi ha sempre vissuto. Ha insegnato Filosofia pratica per oltre trent'anni all'Istituto di filosofia dell'Università di Stoccolma. Negli anni ottanta e novanta Pontara ha anche insegnato come professore a contratto in varie università italiane tra cui Torino, Siena, Cagliari, Padova, Bologna, Imperia, Trento.
Pontara è uno dei fondatori della International University of Peoples' Institutions for Peace (Iupip) - Università Internazionale delle Istituzioni dei Popoli per la Pace (Unip),
con sede a Rovereto (TN). È membro del Tribunale permanente dei popoli fondato da Lelio Basso e in tale qualità è stato membro della giuria nelle sessioni del Tribunale sulla
violazione dei diritti in Tibet (Strasburgo 1992), sul diritto di asilo in
Europa (Berlino 1994), e sui crimini di guerra nella ex Jugoslavia (sessioni di Berna, 1995, come presidente della giuria, e sessione di Barcellona, 1996).
Pontara ha pubblicato libri e saggi su una molteplicità di temi di etica pratica e teorica, metaetica  e filosofia politica. È stato uno dei primi ad introdurre in Italia la "Peace Research" e la conoscenza sistematica del pensiero etico-politico del Mahatma Gandhi.
Ha pubblicato in italiano, inglese e svedese, e alcuni dei suoi lavori sono stati tradotti in spagnolo e francese.

## Opere
- Etik, politik, revolution: en inledning och ett stallningstagande (Etica, politica, rivoluzione: un'introduzione e una presa di posizione), in G. Pontara (a cura di), Etik, Politik, Revolution, Bo Cavefors Forlag,  Staffanstorp 1971, 2 voll., vol. I, pp. 11-70;
- Se il fine giustifichi i mezzi, Il Mulino, Bologna 1974;
- The Concept of Violence, Journal of Peace Research, XV, 1, 1978, pp. 19-32;
- Voci Gandhismo, Nonviolenza, Pace (ricerca scientifica sulla), Utilitarismo, in Dizionario di politica, seconda edizione, Utet, Torino 1983 (poi anche Tea, Milano 1990, 1992);
- Neocontrattualismo, socialismo e giustizia internazionale, in N. Bobbio, G. Pontara, S. Veca, Crisi della democrazia e neocontrattualismo, Editori Riuniti, Roma 1984, pp. 55-102;
- International Charity or International Justice?, in Democracy State and Justice, ed. by. D. Sainsbury, Almqvist & Wiksell International, Stockholm 1988, pp. 179-93;
- Filosofia pratica, Il Saggiatore, Milano 1988;
- Antigone o Creonte. Etica e politica nell'Era Atomica, Editori Riuniti, Roma 1990;
- Etica e generazioni future, Laterza, Bari 1995;
- La personalità nonviolenta, Edizioni Gruppo Abele, Torino 1996;
- Guerre, disobbedienza civile, nonviolenza, Edizioni Gruppo Abele,  Torino 1996;
- Breviario per un'etica quotidiana, Pratiche, Milano 1998;
- Il pragmatico e il persuaso, Il Ponte, LIV, n. 10, ottobre 1998, pp. 35–49.
- Il pensiero etico-politico di Gandhi, introduzione a Gandhi, Moandas K. Gandhi, Teoria e pratica della nonviolenza, Einaudi, nuova edizione, Torino 1996, pp. IX-CLXI".
- L'Antibarbarie. La concezione etico-politica di Gandhi e il XXI secolo; Edizioni Gruppo Abele, Torino 2006; Nuova Iniziativa Editoriale, 2008